# 大阪市立鶴見小学校
大阪市立鶴見小学校（おおさかしりつ つるみしょうがっこう）は、大阪府大阪市鶴見区にある公立小学校。

## 沿革
- 1955年5月 - 大阪市立榎本小学校鶴見分校として設置
- 1956年4月 - 現校名で独立開校
- 1977年4月 - 校区の一部を、新設の大阪市立みどり小学校へ分離

## 主な卒業生
- 中恭太（吉本新喜劇）

## 交通アクセス
- 地下鉄長堀鶴見緑地線 今福鶴見駅北東500m